# Santuário da Rainha das Famílias de Wambierzyce
Basílica da Visitação da Bem-aventurada Virgem Maria, Santuário da Rainha de Wambierzyce das Famílias da Padroeira da região de Kłodzko (Wallfahrtskirche Albendorf alemão) - uma basílica barroca localizada em Wambierzyce perto de Radków no povoado de Kłodzko. Foi construída nos anos 1715-1723. Em 1936, o Papa Pio XI deu à igreja o título de basílica menor. O objeto foi registrado como monumento em 2 de janeiro de 1950.

## História
A atual basílica fica em uma colina, onde uma estátua da Virgem Maria foi colocada em um nicho em uma árvore alta no século XII. De acordo com as crônicas, em 1218 o cego João de Raszewo recuperou a visão neste lugar. Após este evento, muitos peregrinos começaram a viajar para Wambierzyce. Logo, foi erguido um altar sob a árvore com a estatueta, e um castiçal e uma pia batismal nas laterais. Em 1263, na colina foi construída uma igreja de madeira.
Em 1512, Ludwik von Panwitz construiu um templo maior de tijolos. No entanto, foi arruinado durante a Guerra dos Trinta Anos. Nos anos de 1695-1711 uma nova igreja foi construída a pedido de Daniel von Osterberg, a qual, no entanto, rapidamente começou a ruir e foi demolida em 1714. Nos anos 1715-1723 outra igreja foi construída pelo Conde Francis Antoni von Goetzen (Alemão), que sobreviveu até hoje.
Em 1936, o Papa Pio XI chamou a igreja de basílica menor. Em 17 de agosto de 1980, o cardeal Stefan Wyszyński coroou a estátua da Mãe de Deus, dando-lhe o título de Rainha das Famílias de Wambierzyce.
A partir de 25 de junho de 2007, em Wambierzyce reside os Franciscanos da Província de São Jadwiga da Ordem dos Frades Menores. O primeiro curador franciscano foi o Pe. Damian Franciszek Stachowicz, OFM, e desde 6 de julho de 2009 esta função é desempenhada pelo Pe. Albert Ireneusz Krzywański, OFM.

## Adornos
A capela-mor é separada da nave por uma treliça. O altar-mor é obra de Karl Sebastian Flacker (alemão). No centro há uma estátua de Nossa Senhora com o Menino adorado por dois anjos. A estatueta de madeira de tília mede 28 cm. A estatueta vem do final do século XIV.
Na nave sul existe um púlpito barroco, obra de Flacker de 1723. É uma ilustração do hino do Magnificat. O púlpito é coroado com a figura do Espírito Santo, abaixo está a Madona rodeada de anjos. As personificações dos continentes da América, Europa, Ásia e África estão no dossel. Existem esculturas de quatro evangelistas no corpo. Nos recessos do presbitério existem altares do século 19. Do oriente encontram-se os altares: St. João de Nepomucena, St. Valentine, St. Anna, St. José e St. António. Acima da porta na parede norte, há pinturas de St. Jadwiga Śląska, St. Otylia e St. Apolônia, e na parede norte de St. João Sarkander, St. Francisco Xavier e São Charles Borromeo.